# Artemisia pontica
L'assenzio gentile (nome scientifico  Artemisia pontica  L., 1753) è una specie di pianta angiosperma dicotiledone della famiglia delle Asteraceae (sottofamiglia Asteroideae, tribù Anthemideae (Asian-southern African grade) e sottotribù Artemisiinae).

## Etimologia
Il nome Artemisia, di etimologia incerta, è ricondotto alla dea greca della caccia Artemide, o secondo un'altra ipotesi alla regina Artemisia († 350 a.C.), succeduta sul trono di Caria al fratello e consorte Mausolo; si ipotizza inoltre un riferimento al greco artemes (“sano”), con allusione alle proprietà medicamentose delle piante del genere.. L'epiteto specifico (pontica) deriva dalla forma latinizzata del greco "Pontos", cioè della sponda meridionale del Mar Nero, la costa settentrionale dell'Asia Minore.
Il nome può trarre in inganno: infatti, il nome scientifico Artemisia pontica non corrisponde al nome comune assenzio pontico che indica un'altra specie di artemisia: l'Artemisia vallesiaca. Artemisia pontica, L., 1753  può essere indicata anche come assenzio pontico comune. Tuttavia nell'opera aggiornata del 2018 di Sandro Pignatti ("Flora d'Italia") alla specie di questa voce viene assegnato il nome comune di "assenzio pontico", mentre alla specie Artemisia vallesiaca All. è assegnato il nome comune di "assenzio del Vallese".
Il nome scientifico della specie è stato definito dal botanico Carl Linnaeus (1707-1778) nella pubblicazione " Species Plantarum" ( Sp. Pl. 2: 847 ) del 1753.

## Descrizione

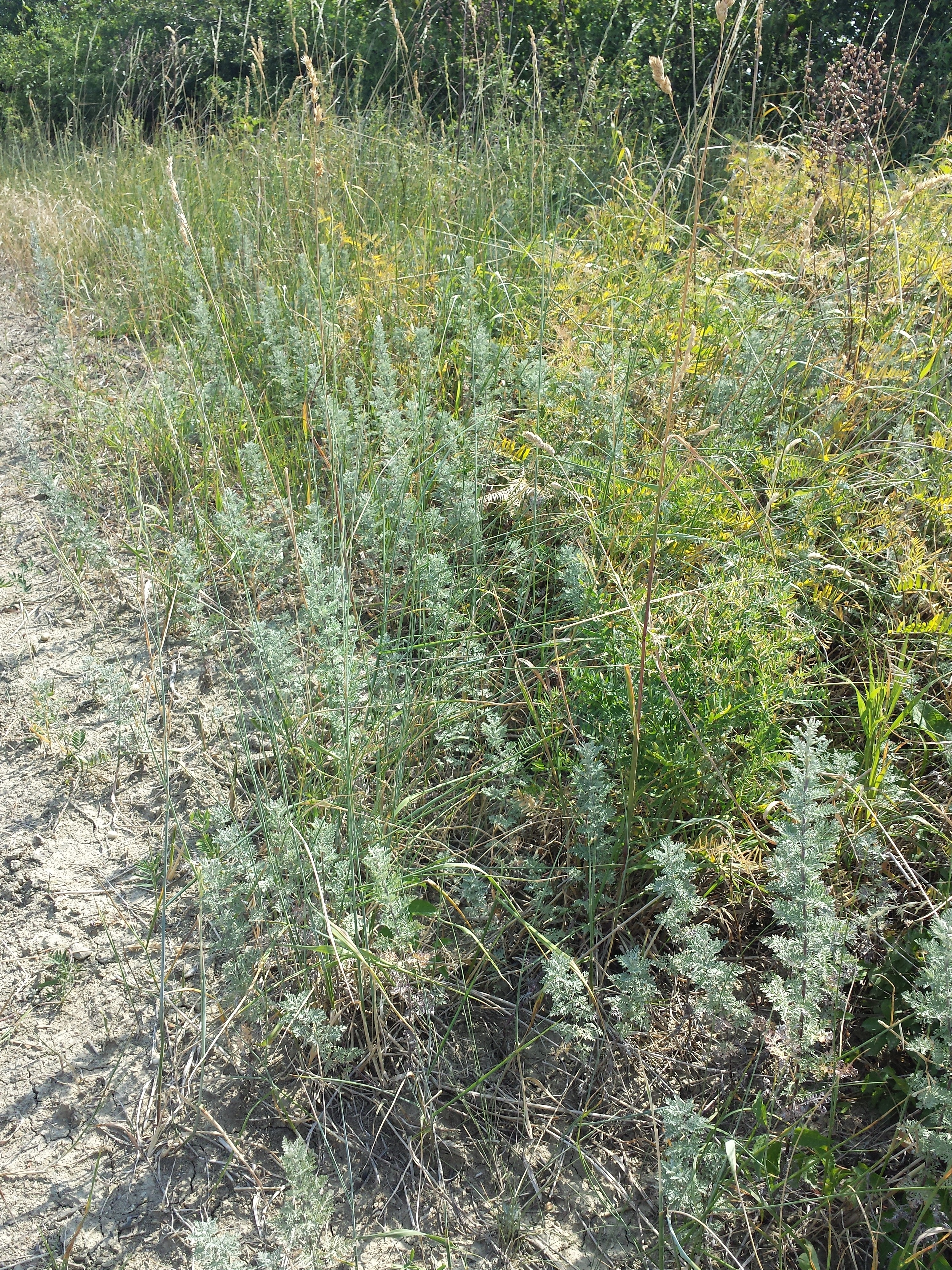
Il portamento

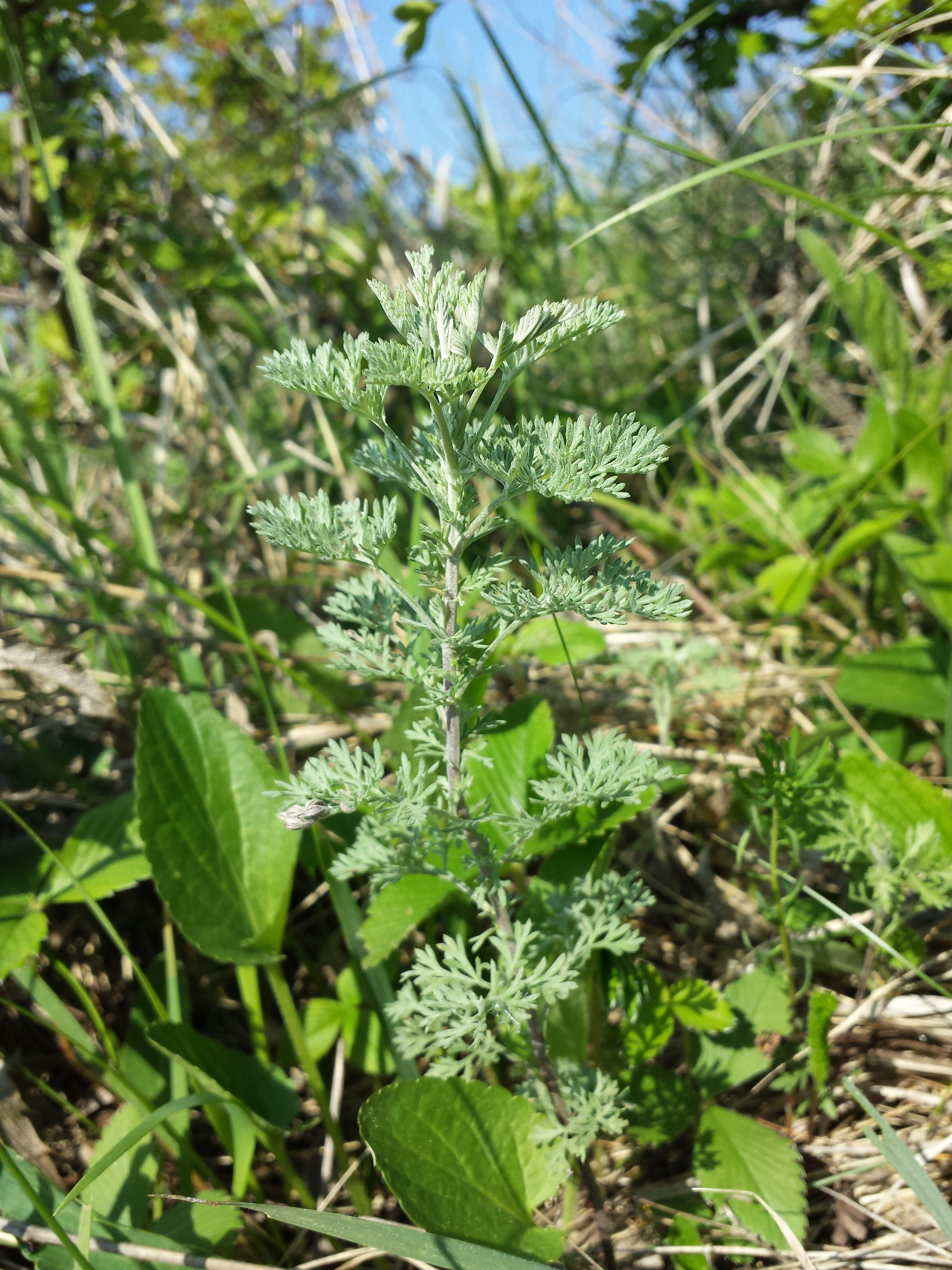
Le foglie

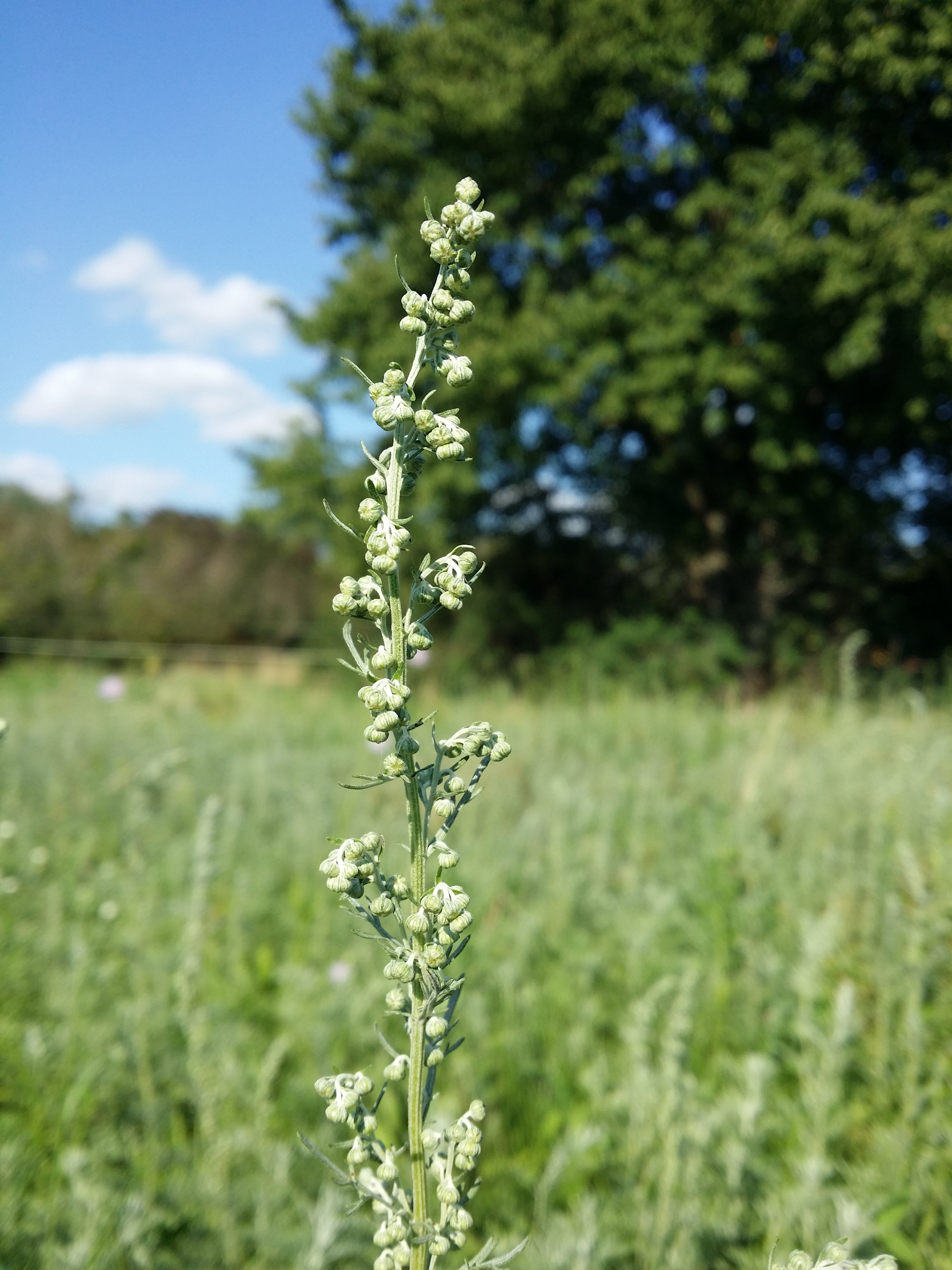
Infiorescenza

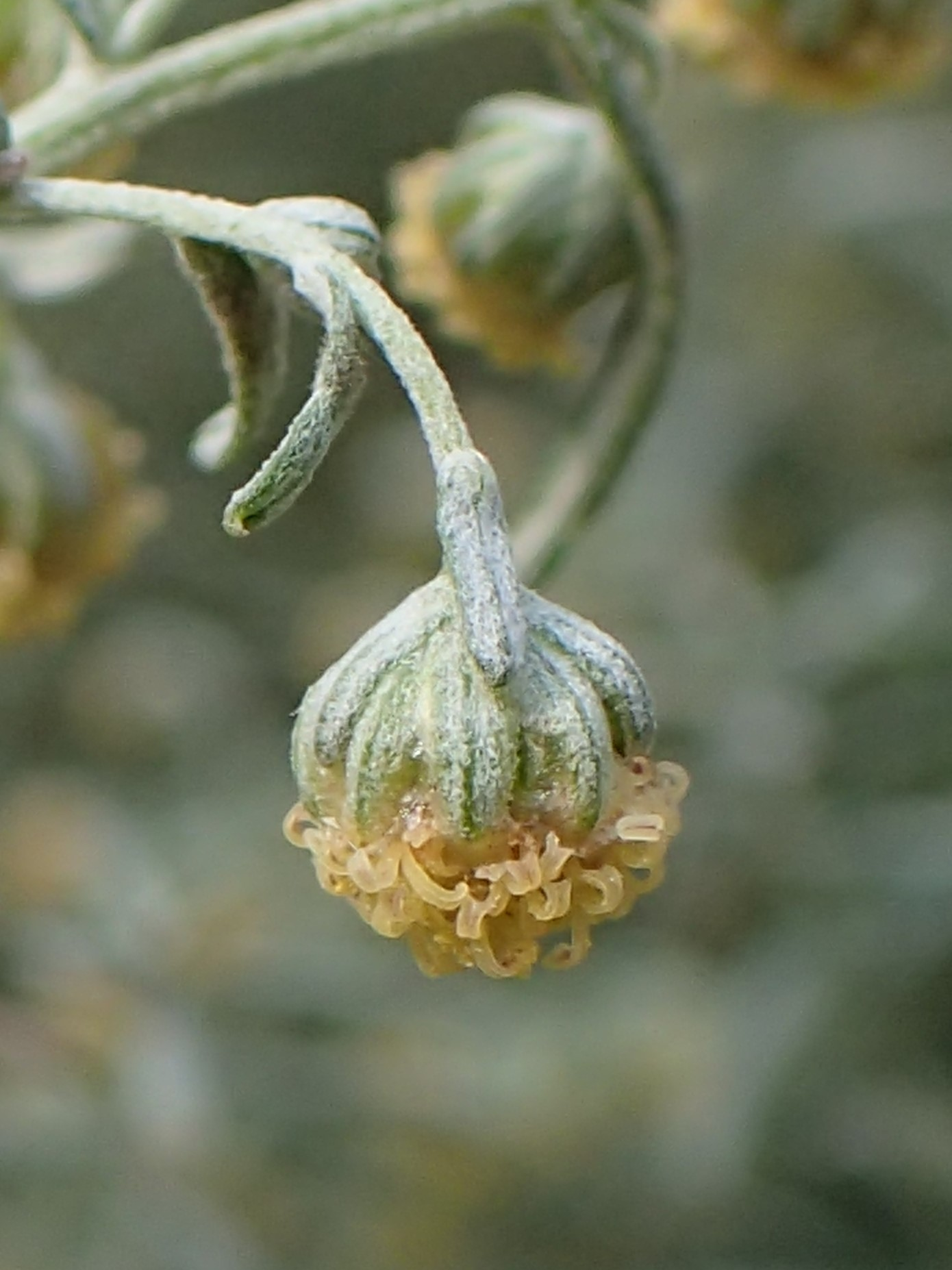
I fiori

Portamento. La forma biologica è emicriptofita scaposa (H scap), ossia in generale sono piante erbacee, a ciclo biologico perenne, con gemme svernanti al livello del suolo e protette dalla lettiera o dalla neve e sono dotate di un asse fiorale eretto e spesso privo di foglie. Le porzioni erbacee seccano annualmente e rimangono in vita soltanto le parti legnose. Tutta la pianta è grigio-tomentosa o bianco-tomentosa e aromatica.
Radici. Le radici sono secondarie da rizomi striscianti e sono colorate di color marrone.
Fusto. L'indumento consiste in brevi peli ghiandolari (medifissi o basifissi). La parte aerea del fusto è eretta, molto ramificata con diversi capolini terminali. La pianta è alta circa 50 cm (varia da 3 a 6 dm - fino a 10 dm nel Nord America), pelosa e con caule sottile.
Foglie. Le foglie sono fitte e con la faccia inferiore di colore grigio (di aspetto grigio-vellutato), con picciolo lungo 1 cm, lamina a contorno triangolare, lunga 2–3 cm, larga un po' meno, bi-tri-pennatosetta, a lacinie larghe 0,5–1 mm lunghe 2–5 mm, Il picciolo è spesso accompagnato alla base da due orecchiette, laciniate, e completamente divise.
Infiorescenza. Le sinflorescenze sono formate da piccoli capolini penduli di colore grigio, riuniti in racemi lineari unilaterali che formano una fitta pannocchia. Le infiorescenze vere e proprie sono composte da un capolino terminale peduncolato di tipo disciforme o discoide. I capolini sono formati da un involucro, con forme emisferiche, composto da 2 a 20 brattee, al cui interno un ricettacolo fa da base ai fiori del disco (quelli del raggio qui sono assenti). Le brattee, con una forma da ovata a lanceolata e a consistenza erbacea (quelle interne con forme obovate hanno un largo margine scarioso), sono disposte in modo più o meno embricato su più serie. Il ricettacolo è nudo ossia senza pagliette a protezione della base dei fiori; la forma è piatta. Dimensione dei capolini: lunghezza 2–3 mm larghezza 3–5 mm.
Fiori.  I fiori sono tetra-ciclici (formati cioè da 4 verticilli: calice – corolla – androceo – gineceo) e pentameri (calice e corolla formati da 5 elementi). Sono numerosi con forme brevemente tubulose (attinomorfe); sono ermafroditi. I fiori possono essere divisi tra fiori solamente femminili (10 - 12, posti alla periferia) e fiori bi-sessuali (40 - 45, posti al centro) o funzionalmente maschili. 
- Formula fiorale:

*/x K {\displaystyle \infty }, [C (5), A (5)], G 2 (infero), achenio
- Calice: i sepali del calice sono ridotti ad una coroncina di squame.

- Corolla: le corolle dei fiori periferici sono affusolate con lembi più o meno ligulati o filiformi; le corolle di quelli più centrali sono pentalobate a forma deltata. Il colore della corolla è gialla.

- Androceo: l'androceo è formato da 5 stami (alternati ai lobi della corolla) sorretti da filamenti generalmente liberi e sottili; gli stami sono connati e formano un manicotto circondante lo stilo. Le antere possono essere sia di tipo basifissa che medifissa (ossia attaccate al filamento per la base – nel primo caso; oppure in un punto intermedio – nel secondo caso).[14] Questa caratteristica ha valore tassonomico in quanto distingue i generi gli uni dagli altri. Normalmente le antere variano da ottuse (arrotondate) a leggermente appuntite alla base (o anche caudate); in alcune specie le appendici sono triangolari, lineari o ellittiche. Il tessuto endoteciale (rivestimento interno dell'antera) non è polarizzato. Il polline è sferico con un diametro medio di circa 25 micron;  è tricolporato (con tre aperture sia di tipo a fessura che tipo isodiametrica o poro) ed è più o meno echinato (con punte sporgenti).

- Gineceo: l'ovario è infero uniloculare formato da 2 carpelli. Lo stilo (il recettore del polline) è profondamente bifido (con due stigmi divergenti) e con le linee stigmatiche marginali separate o contigue. I due bracci dello stilo hanno una forma troncata e possono essere papillosi o ricoperti da ciuffi di peli.

- Antesi: da agosto a ottobre.

Frutti.  Il frutto è un achenio sprovvisto di pappo. La forma varia da ellissoide a obovoide ed è compressa ai lati. La parte apicale è rotondeggiante e priva di corona. Il pericarpo può possedere (oppure no) delle cellule mucillaginifere, mentre le sacche di resina sono assenti. La superficie è glabra.

## Biologia
Impollinazione: tramite insetti (impollinazione entomogama tramite farfalle diurne e notturne).

Riproduzione: la fecondazione avviene fondamentalmente tramite l'impollinazione dei fiori.

Dispersione: i semi cadono a terra e vengono dispersi soprattutto da insetti come formiche (disseminazione mirmecoria). Un altro tipo di dispersione è zoocoria: gli uncini delle brattee dell'involucro (se presenti) si agganciano ai peli degli animali di passaggio che portano così i semi anche su lunghe distanze. Inoltre per merito del pappo (se presente) il vento può trasportare i semi anche per alcuni chilometri (disseminazione anemocora).

## Distribuzione e habitat

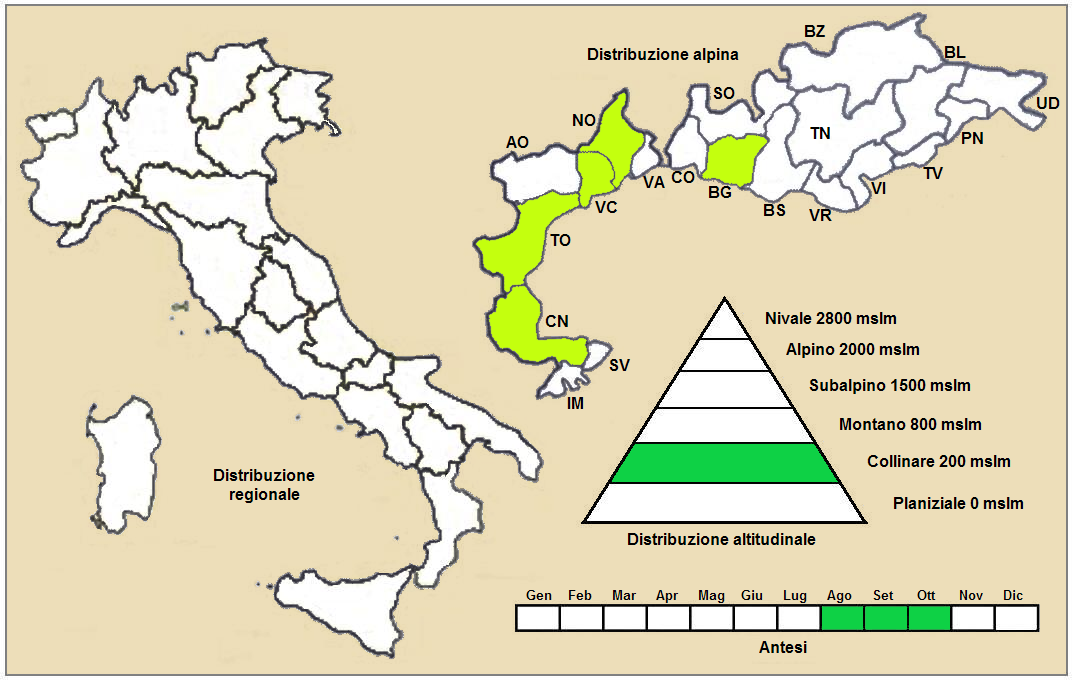
Distribuzione della pianta (Distribuzione regionale – Distribuzione alpina)

Geoelemento: il tipo corologico (area di origine) è  Sud Est Europeo - Sud Siberiano (Steppico). Pianta originaria dell'Europa medio orientale e della zona caucasica.
Distribuzione: in Italia questa specie molto rara si trova in Piemonte. Fuori dall'Italia, sempre nelle Alpi, questa specie si trova in Austria. Sugli altri rilievi collegati alle Alpi è presente nel Massiccio del Giura, Monti Balcani e Carpazi. Altrove si trova in Siberia centrale e Asia centrale fino alla Cina. Si trova, naturalizzata, in America del Nord nord- orientale.
Habitat: in genere è un'essenza coltivata; più raramente è spontanea e l'habitat preferito sono le zone alpine, rifugge dai terreni troppo argillosi o umidi, i migliori risultati di coltivazione si hanno in terreni soleggiati e freschi. Il substrato preferito è calcareo ma anche siliceo con pH neutro, alti valori nutrizionali del terreno che deve essere secco. 
Distribuzione altitudinale: sui rilievi alpini, in Italia, queste piante si possono trovare fino a quote tra 300 e 1000 m s.l.m.; nelle Alpi frequentano quindi i seguenti piani vegetazionali: collinare. 

## Fitosociologia

### Areale alpino
Dal punto di vista fitosociologico alpino la specie di questa voce appartiene alla seguente comunità vegetale:
Formazione: comunità a emicriptofite e camefite delle praterie rase magre secche
Classe: Festuco-Brometea

### Areale italiano
Per l'areale completo italiano Artemisia pontica appartiene alla seguente comunità vegetale:
Macrotipologia: vegetazione delle praterie
Classe: Festuco valesiacae-brometea erecti Br.-Bl. & Tüxen ex Br.-Bl., 1949
Ordine: Festucetalia valesiacae Br.-Bl. & Tüxen ex Br.-Bl., 1949
Alleanza: Festucion valesiacae Klika, 1931
Descrizione: l'alleanza Festucion valesiacae è relativa alle praterie steppiche continentali che crescono sui versanti esposti a sud nelle aree più calde ed aride dell’Europa centrale e delle Alpi. Le specie dominanti per questa alleanza sono quelle dei generi Festuca e Stipa. I suoli preferiti sono quelli calcarei. La distribuzione di questo gruppo è relativa alle regioni (sub-) continentali dell’Europa centrale e orientale. In Italia si rinviene nei settori più caldi delle Alpi.
Alcune specie presenti nell'associazione: Salvia nemorosa, Achillea millefolium, Artemisia campestris, Asperula cynanchica, Carex humilis, Centaurea stoebe, Dianthus carthusianorum, Eryngium campestre, Euphorbia cyparissias, Festuca rupicola, Festuca valesiaca, Iris pumila, Koeleria macrantha, Potentilla arenaria, Stipa pulcherrima e Thymus pannonicus.

## Sistematica
La famiglia di appartenenza di questa voce (Asteraceae o Compositae, nomen conservandum) probabilmente originaria del Sud America, è la più numerosa del mondo vegetale, comprende oltre 23.000 specie distribuite su 1.535 generi, oppure 22.750 specie e 1.530 generi secondo altre fonti (una delle checklist più aggiornata elenca fino a 1.679 generi). La famiglia attualmente (2021) è divisa in 16 sottofamiglie; la sottofamiglia Asteroideae è una di queste e rappresenta l'evoluzione più recente di tutta la famiglia.

### Filogenesi
Il gruppo di questa voce è descritto nella tribù Anthemideae, una delle 21 tribù della sottofamiglia Asteroideae). In base alle ultime ricerche nella tribù sono stati individuati (provvisoriamente) 4 principali lignaggi (o cladi); il genere  Artemisia (insieme alla sottotribù Artemisiinae) è incluso nel clade Asian-southern African grade.
Attualmente il genere, nell'ambito della flora spontanea italiana, è suddiviso in quattro sezioni e alcune sottosezioni. La specie di questa voce appartiene alla "Sezione I" caratterizzata dai fiori del disco ermafroditi, dal ricettacolo glabro o squamoso con forma di un disco, e alla "Sottosezione A" caratterizzata dalle foglie bianco-tomentose su entrambe le facce. Altre specie della stessa sezione: Artemisia chamaemelifolia Vill. (Assenzio a foglie d'Achillea) e Artemisia atrata L. (Assenzio nero).
Più in generale (in base ad una analisi completa del genere) la specie di questa voce appartiene al sottogenere Ponticae  B.H. Jiao & T.G. Gao (vedi "clade 4") caratterizzato da portamenti subarbustivi o arbustivi, da foglie pennate, grandi, da sinflorescenze panicolate e da capolini del tipo eterogamo-disciforme.
I caratteri distintivi della specie  Artemisia pontica sono:
- i segmenti delle foglie inferiori hanno delle forme lanceolate e sono bruscamente ristretti all'apice;
- il diametro dell'involucro è di 2,5 mm;
- i fiori sono lunghi 1,2 - 1,9 mm e sono 30 - 35 per capolino;
- le brattee sono lanose;

Il numero cromosomico delle specie di questa voce è: 2n = 18.

### Sinonimi
Sono elencati alcuni sinonimi per questa entità:
- Artemisia pallida Salisb.
- Absinthium ponticum  Garsault
- Absinthium ponticum  Besser
- Absinthium tenuifolium  Gaterau
- Artemisia altaica  Desf.
- Artemisia balsamita  Willd.
- Artemisia grandiflora  Fisch. ex Herder
- Artemisia pontica var. calyculata  Wallr.
- Artemisia pontica var. discolor  Wallr.
- Artemisia pontica var. sericea  Wallr.
- Artemisia tenuifolia  Moench

### Specie simili
Può essere confusa con:
- Artemisia vallesiaca di colore bianco con sfumature azzurrine, le foglie hanno lacinie più piccole e più fitte, i capolini sono più piccoli.

L'unica specie con cui può essere confusa nel Nord America è A. abrotanum, che ha fogliame verde scuro (e non grigio).

## Principi attivi
Contiene un olio essenziale, artemisina, absintolo, cineolo, terpeni, sostanze tanniniche e resinose.

## Usi
La pianta viene coltivata soprattutto per le parti aeree, usate in liquoreria per la fabbricazione di vermut. Nella medicina popolare questa essenza veniva impiegata per dismenorrea e amenorrea.
Nel 2011 la chimica cinese Tu Youyou ha ricevuto il premio nobel per la medicina per avere estratto l'arteminisina dall'artemisina, usandola nella cura della malaria.
Uno studio del 2024 ha dimostrato che l'artemisina è capace di inibire la CYP11A1, un enzima che stimola la produzione di testosterone, migliorando la condizione delle donne affette da sindrome dell'ovaio policistico.

## Coltivazione
Coltura biennale, che si può coltivare in file semplici con sesto 50x20 cm o file binate 35-40x70-80 cm, si utilizza l'erba raccolta alla fioritura, tagliata per produrre assenzio gentile tagliato  o assenzio gentile mondo. Per l'assenzio mondo vengono battute le piante per staccare le foglie e i capolini dai fusti, che vengono poi scartati. La fioritura avviene a maggio, ad agosto è possibile effettuare un altro taglio.